# Скіту (Констанца)
Скіту (рум. Schitu) — село у повіті Констанца в Румунії. Входить до складу комуни Костінешть.
Село розташоване на відстані 209 км на схід від Бухареста, 25 км на південь від Констанци.

## Населення
За даними перепису населення 2002 року у селі проживали 1625 осіб, з них 1620 осіб (99,7%) румунів. Рідною мовою 1620 осіб (99,7%) назвали румунську.